# Nils Ramqvist
Nils Allan Ramqvist, född 10 mars 1897 i Kungsör, död 16 oktober 1976 i Västerås, var en svensk ingenjör och företagare.
Nils Ramqvist var son till byggmästaren Lars Wilhelm Ramqvist. Han utexaminerades från Chalmers tekniska institut i Göteborg 1919 och fortsatte därefter sina studier i USA 1920–1921. Efter hemkomsten anställdes han 1922 vid ASEA i Västerås som offertingenjör och var 1927–1935 chef för dess ryska avdelning där. Sedan Ramqvist ägnat sig åt olika speciella uppdrag vid ASEA, utsågs han 1938 till vice VD vid Härnösands verkstads AB i Härnösand, från 1944 AB Härnöverken, som bland annat tillverkade maskiner för cellulosaindustrin. Ramqvist, som från 1940 var bolagets VD, omorganiserade och utvidgade verksamheten. Han var initiativtagare till den så kallade Härnömässan, en form av överläggningar och diskussioner om olika norrländska frågor. Ramqvist var även kommunalt intresserad, han var stadsfullmäktig för högern i Västerås och var från 1942 stadsfullmäktig i Härnösand.